# Bergtierpark Erlenbach
Koordinaten: 49° 40′ 20,3″ N, 8° 44′ 44,5″ O
Der Bergtierpark Erlenbach ist ein von der hessischen Gemeinde Fürth geführter Zoo.
Der Park befindet sich in Erlenbach, einem Ortsteil von Fürth, und wurde im Jahr 1960 gegründet. In dem Park sind mehr als 200 Tiere zu Hause. Der Rundweg durch den Park ist etwa ein Kilometer lang.

## Tiere im Park
Folgende Tiere werden (Stand 2022) im Park gehalten:
- Alpaka
- Alpensteinbock
- Bennettkänguru
- Berberaffe
- Blauer Pfau
- Damhirsch
- Emu
- Gämse
- Großer Pampashase
- Hängebauchschwein
- Kamerunschaf
- Lama
- Mähnenspringer
- Mäuse
- Mufflon
- Muntjak
- Shetlandpony
- Skudde
- Walliser Schwarzhalsziege
- Waschbär
- Yak
- Zackelschaf
- Zwergesel
- Zwergziege

Eine Besonderheit des Parks war der sogenannte „Zebresel“. Dies ist ein Zebroid (Kreuzung zwischen Pferd und Zebra). Das Tier ist verstorben und seit 2016 im Naturhistorischen Museum in Mainz zu sehen.

## Fotos

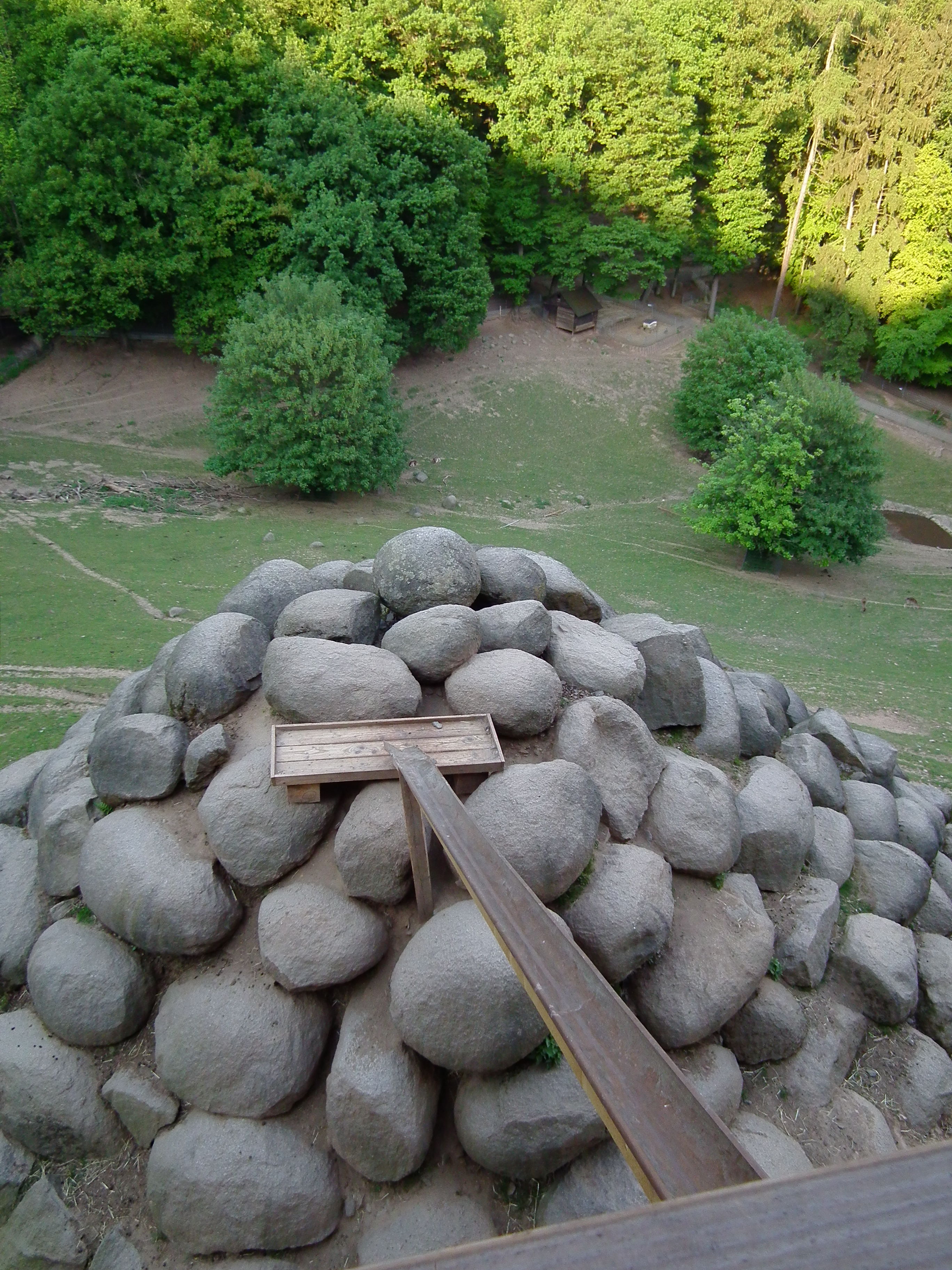
Futterrutsche
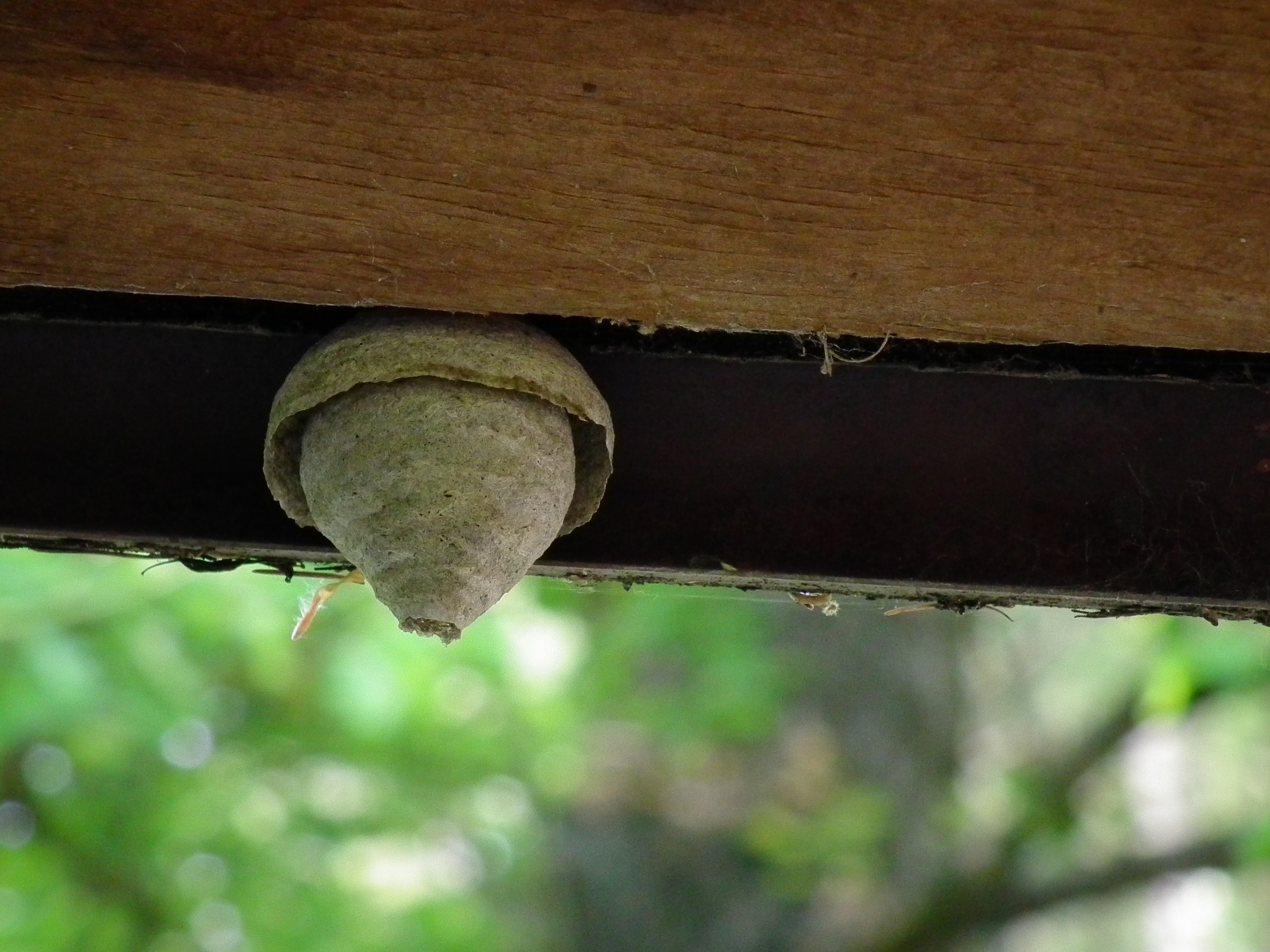
Insektennest
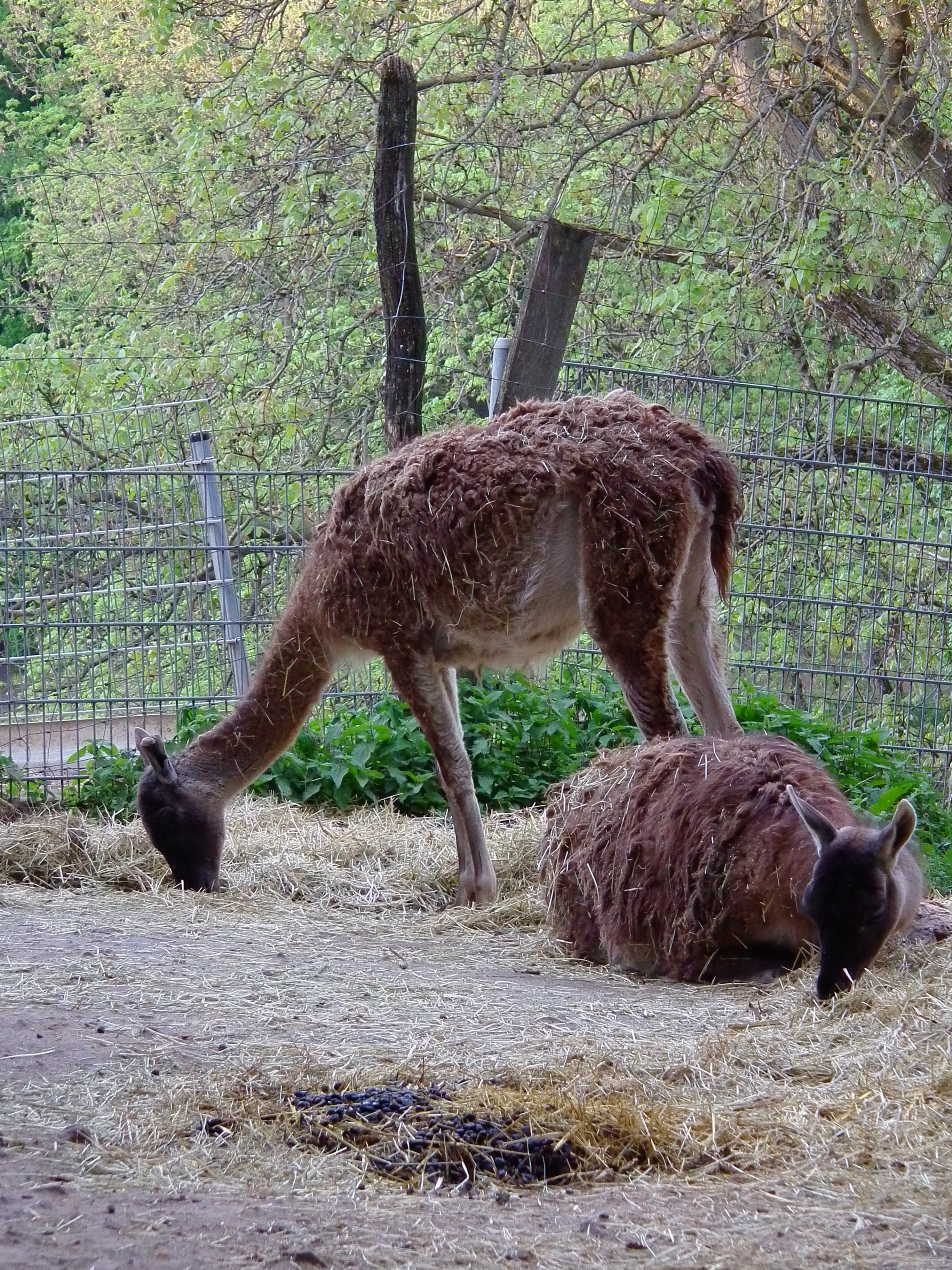
Guanako
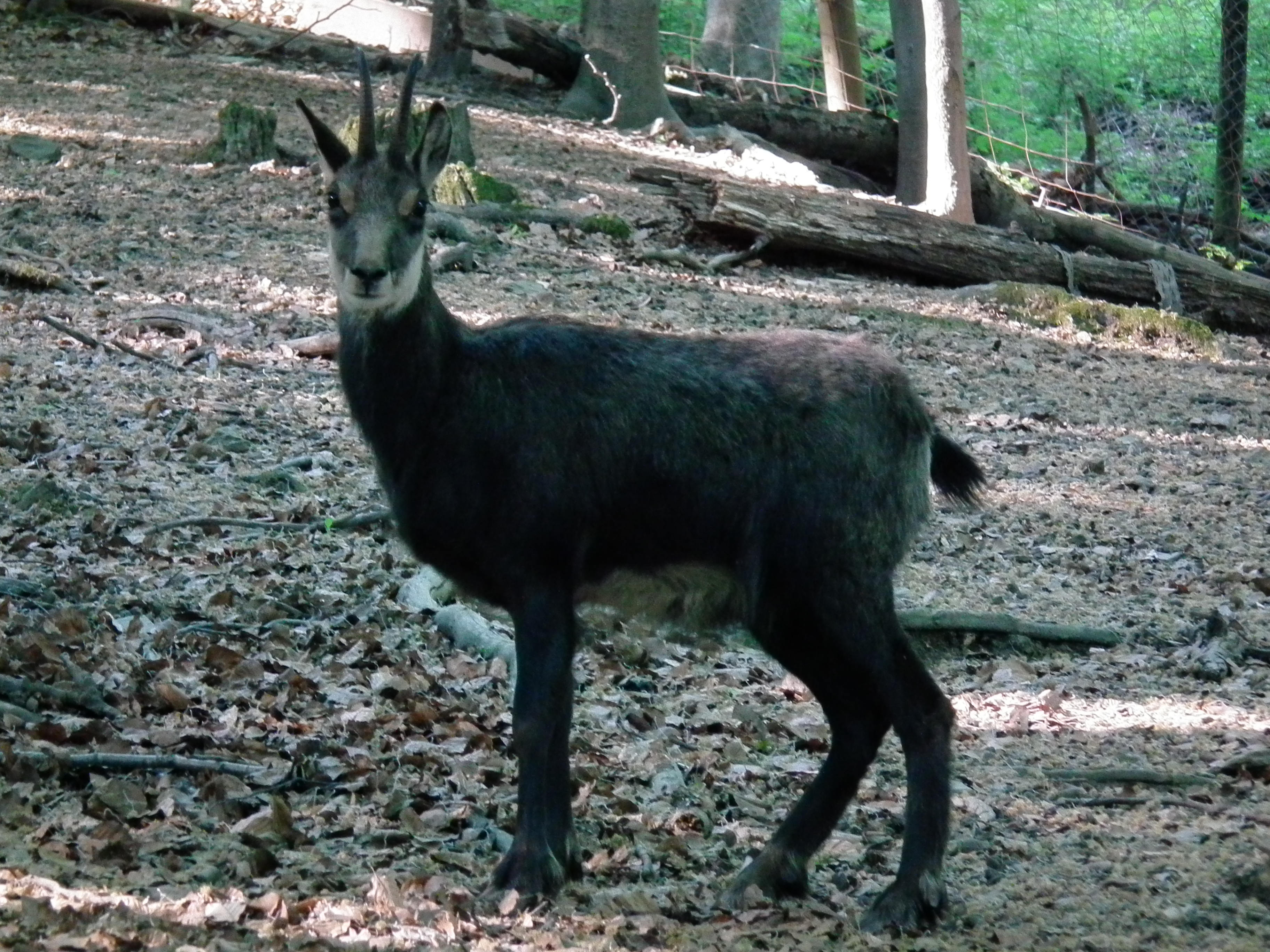
Gämse
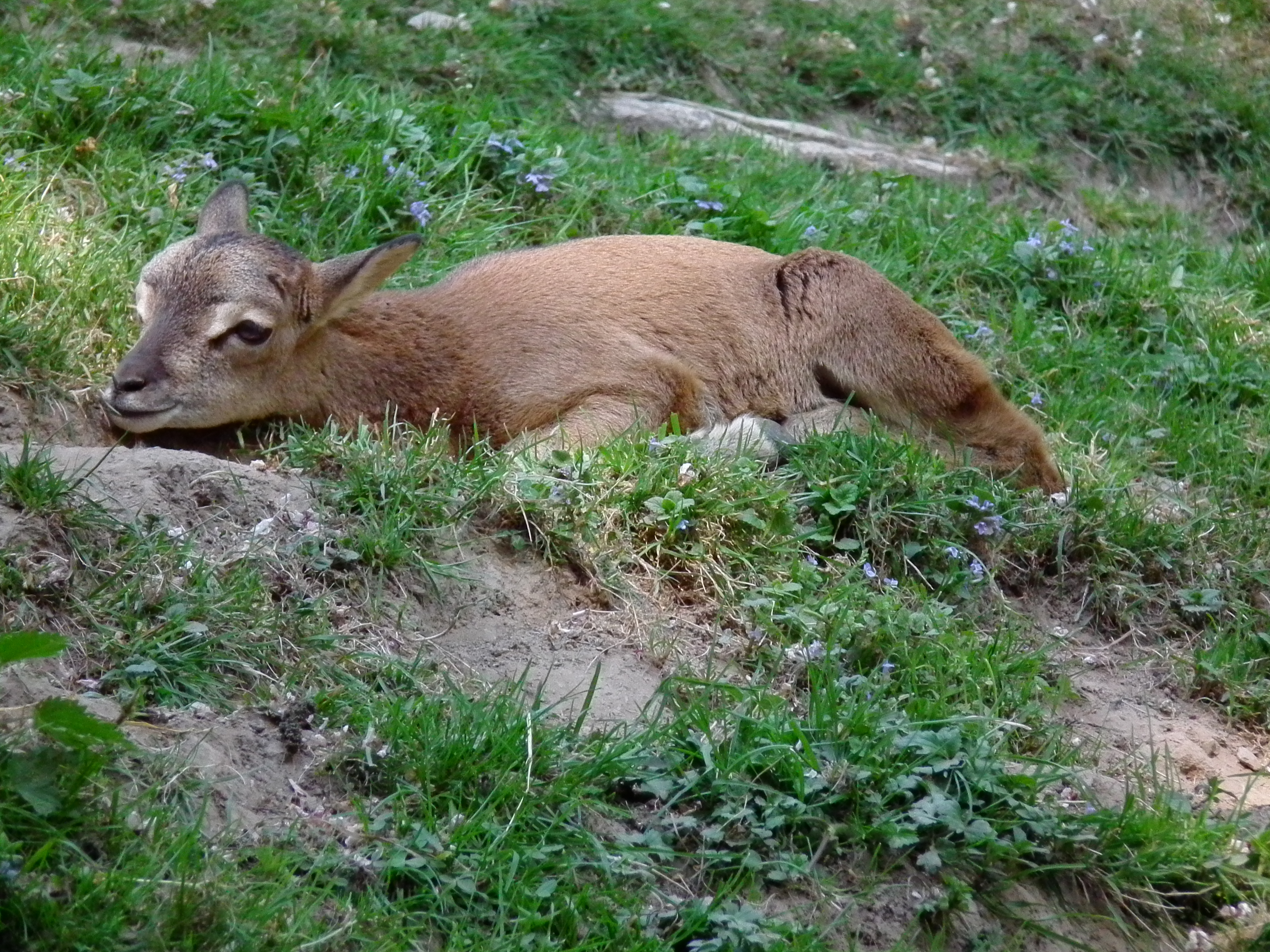
Mufflon (Jungtier)
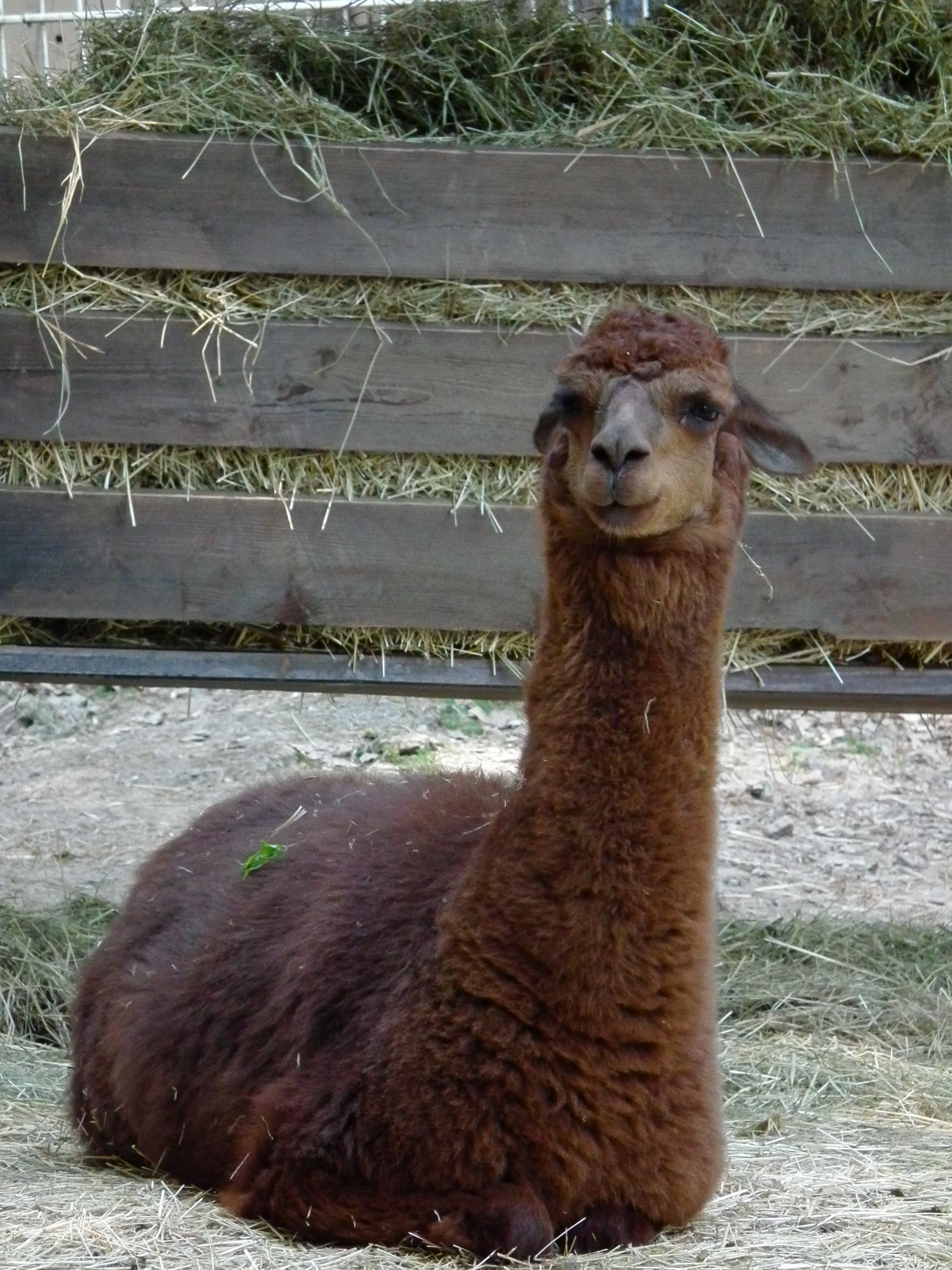
Alpaka
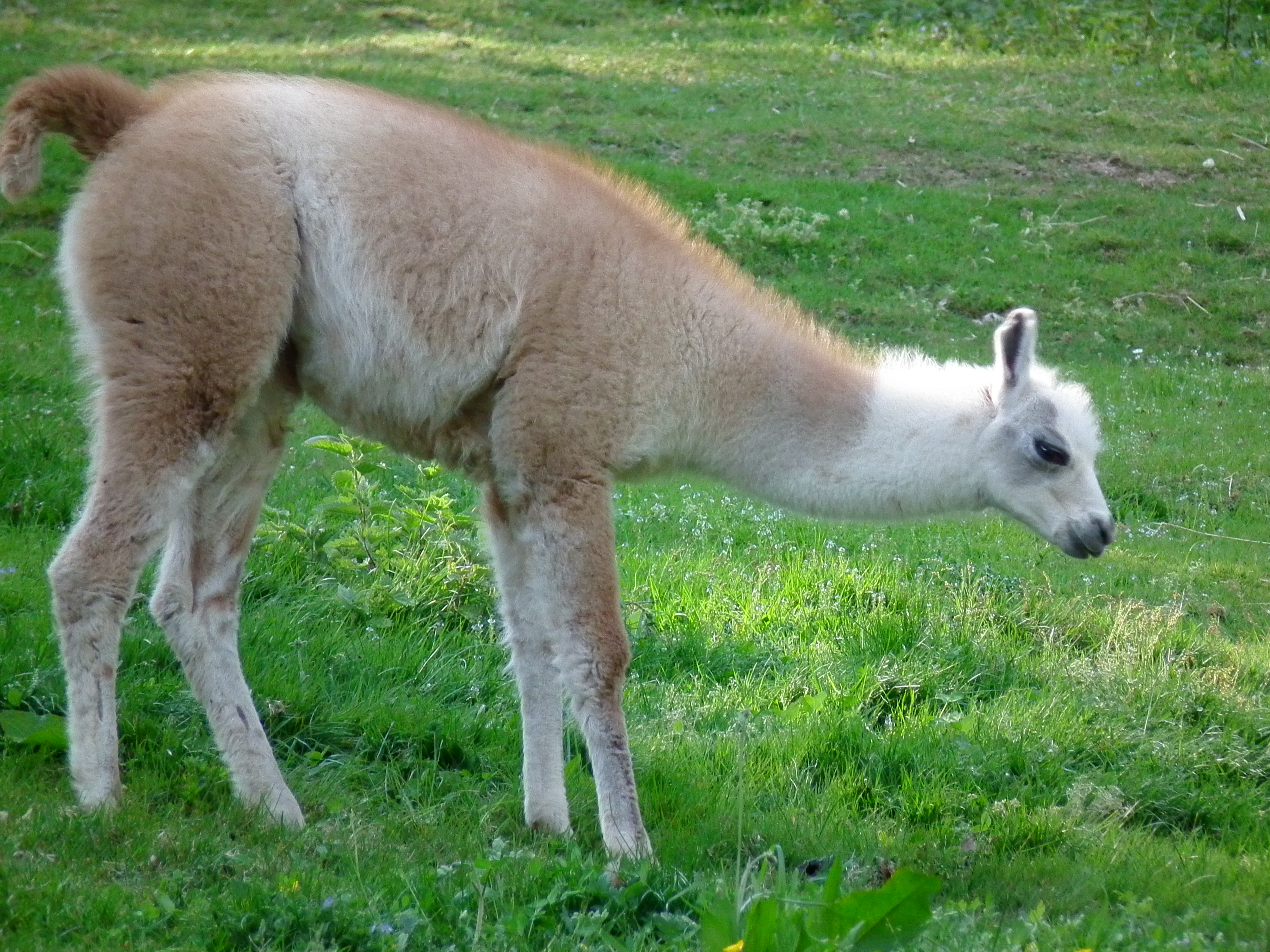
Lama (Jungtier)